# Katholische Pfarrkirche Bad Aussee

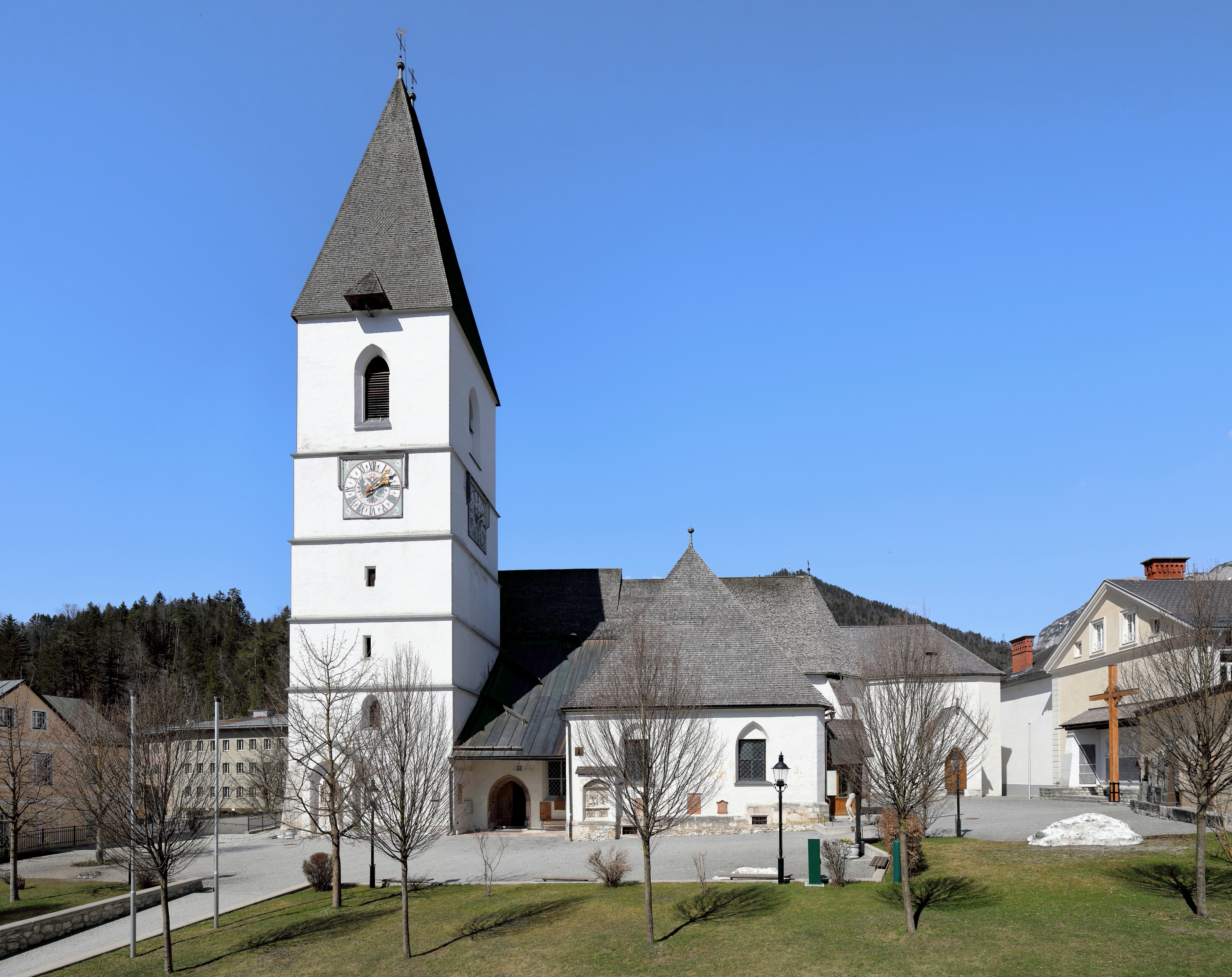
Pfarrkirche Bad Aussee

Die römisch-katholische Pfarrkirche Bad Aussee steht im östlichen Ortszentrum von Bad Aussee im Bezirk Liezen im Bundesland Steiermark. Sie ist dem Fest Pauli Bekehrung geweiht. Sie bildet mit den Pfarren Altaussee und Grundlsee einen Pfarrverband im Dekanat Oberes Ennstal – Steirisches Salzkammergut. Die Kirche steht unter Denkmalschutz (Listeneintrag).

## Geschichte
1301 wurde die Kirche erstmals urkundlich als Vikariat genannt. Ausgrabungen bei der Renovierung 1983 ergaben aber, dass sich bereits um 1200 hier eine romanische Kirche befunden hat. Dies war eine zweijochige Kirche mit einem großen, rechteckigen Chorschluss, der als Chorturm ausgeführt war. Die Fundamente sind erhalten. Zwischen 1426, das ist in einer Ablassurkunde Papst Martin V. bestätigt, und 1464 wurde die romanische Kirche gotisiert. Sie war bis zur Josephinischen Kirchenreform im Jahr 1786 die einzige Pfarre der Steiermark, die zum Bistum Passau gehörte. Bis 1773 war sie dem Kloster Traunkirchen inkorporiert.

## Architektur

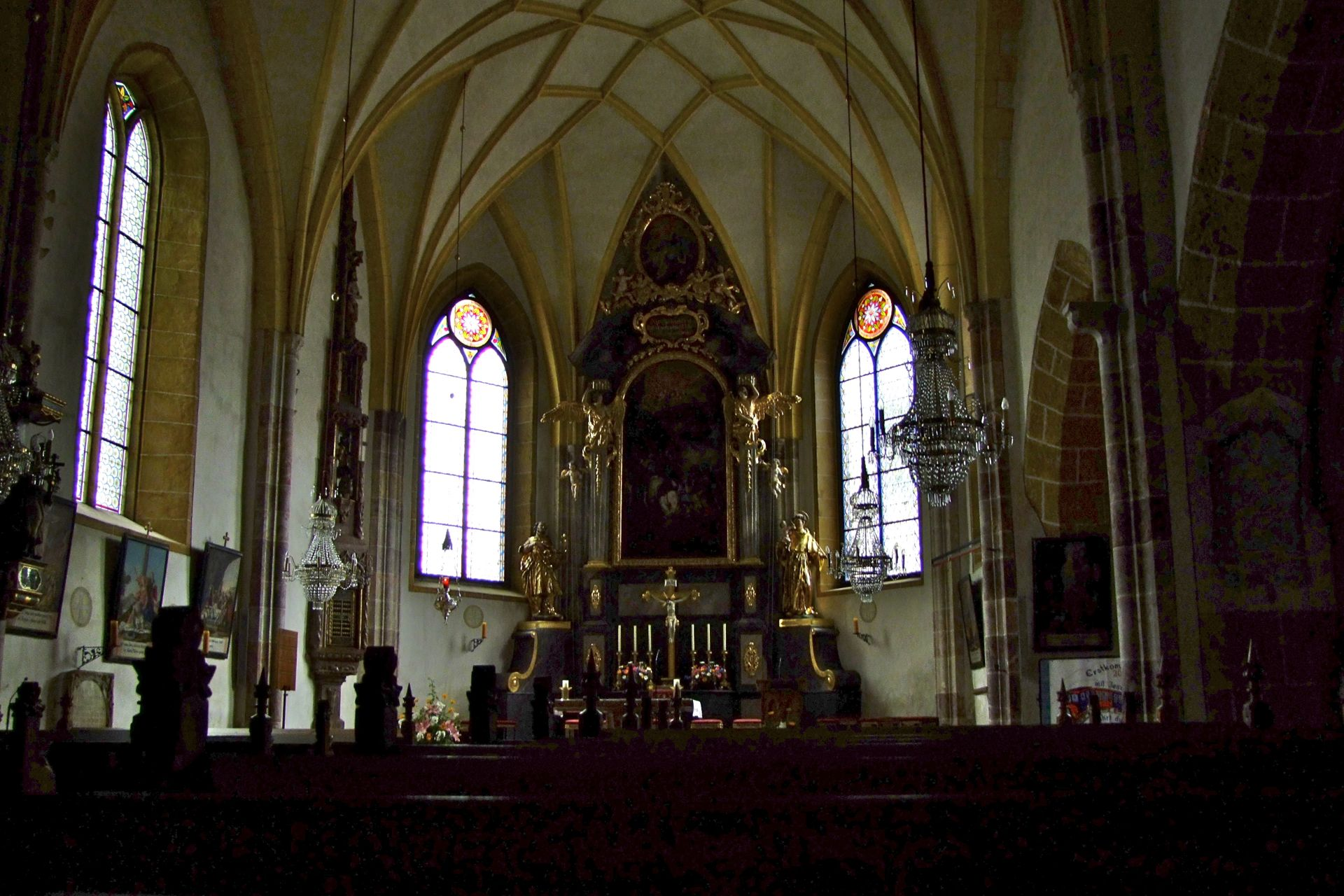
Innenansicht Richtung Hochaltar

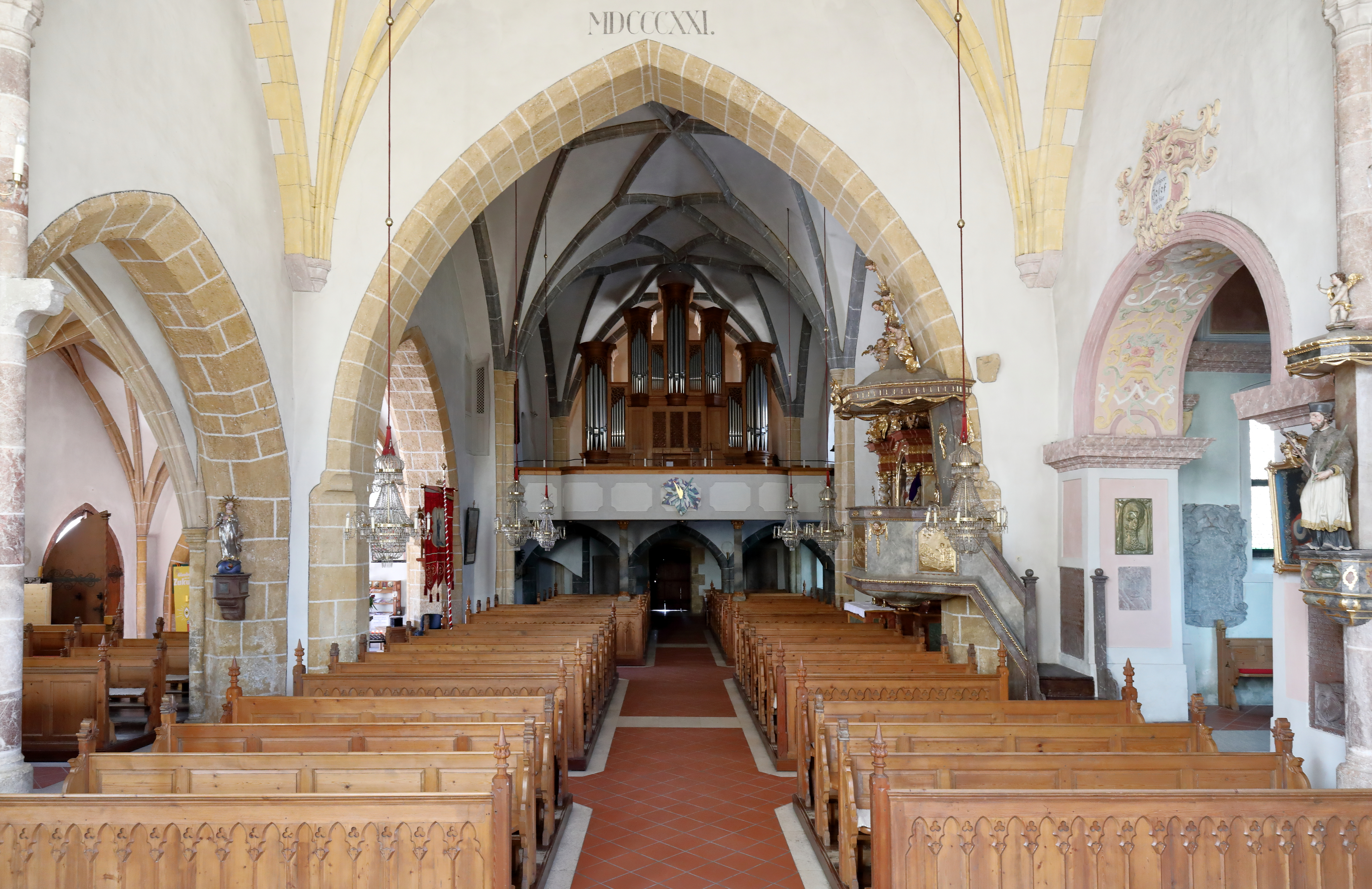
Innenansicht Richtung Orgelempore

Das Langhaus der Kirche ist im Kern romanisch, das Seitenschiff und der Turm wurden im 15. Jahrhundert errichtet. Der Kapellenanbau im Norden stammt aus dem 18. Jahrhundert. Restaurierungen erfolgten in den Jahren 1825 bis 1828, 1854, 1891, 1933 und 1983. Der Turm wurde ein weiteres Mal im Jahr 1909 restauriert.
Das Langhaus besteht aus zwei quadratischen Jochen mit einem vierteiligen Rauten-Stern-Rippengewölbe. Der niedrige Triumphbogen ist eingeschnürt und hat einen Spitzbogen. Der hohe Chor wurde vermutlich im letzten Viertel des 15. Jahrhunderts errichtet. Er ist genauso breit wie das Kirchenschiff und besteht aus zwei schmalrechteckigen Jochen mit einem 5/8-Schluss. Über dem Chor ist ein Netzrippengewölbe. Außen wird die Kirche durch abgetreppte Strebepfeiler gestützt. Am östlichen Joch des Langschiffes ist im Süden ein etwa quadratisches Seitenschiffjoch, die Frauenkapelle angebaut. Darüber ist ein achtteiliges Rautensternrippengewölbe mit rundem Schlussstein. Auf diesem befindet sich eine Bauinschrift von 1429 und ein Steinmetzzeichen. Die beiden nach Osten anschließenden, schmalen Joche korrespondieren mit den Chorjochen, das westliche mit einem vierteiligen Rautenstern, das östliche mit bemalten Rippen. Durch Spitzbogenarkaden ist das Seitenschiff mit dem Langschiff verbunden. Die Säulen sind als Runddienste ausgeführt. Im Süden der beiden östlichen Seitenschiffe ist die alte Sakristei, heute Taufkapelle, vom Ende des 15. Jahrhunderts angebaut sowie die Frauenkapelle von 1498. In der Taufkapelle ist ein Sternrippengewölbe, in der Frauenkapelle Gewölbe mit Akanthusstuck und beginnendem Bandelwerk aus dem Jahr 1709. Sieben Stufen führen vom Seitenschiff in die Frauenkapelle. In den Bildfeldern sind Stationen aus dem Leben Mariens dargestellt. Davor ist ein gleichzeitiges Schmiedeeisengitter.
Unter der Frauenkapelle liegt die Allerseelenkapelle mit einer aus Ziegeln gemauerten Altarmensa zwischen den beiden Bögen zum ehemaligen Karner, der unterhalb der heutigen Sakristei liegt. Die Zugänge zur Kapelle wurden vermauert.
Im Norden vom Chor befindet sich die Josephs-Kapelle aus dem Jahr 1735 mit Bandlwerksstuck und Putti mit Tischlerwerkzeug. Vor dem Altar mit den barocken Statuen des heiligen Zacharias und der heiligen Elisabet steht ein neugotischer Taufbrunnen. Rechts neben der Taufkapelle hängt eine Kopie des Mariahilfbildes in Innsbruck von Lucas Cranach.
In der südwestlichen Ecke des Kirchenschiffes ist ein mächtiger, fünfgeschoßiger Turm mit einem hohen Keildach angebaut. Die einzelnen Geschoße sind durch kräftige Kaffgesimse getrennt. Die Schallfenster sind gotisch. Die Turmhalle hat ein Sternrippengewölbe.
Zwischen dem Turm und der Marienkapelle ist ein reich profiliertes Spitzbogenportal von 1500, wie auch das Ostportal der alten Sakristei.
Die 1464 errichtete, dreiachsige Westempore ist gedrungen und lagert auf einem Kreuzrippengewölbe, erweitert durch eine weit vorgezogene Holzempore aus dem Jahr 1801. Gotische Stiegen führen hinauf.
An der äußeren, nördlichen Chorwand wurde 1962/63 ein Fresko freigelegt. Das Epitaphgemälde aus der zweiten Hälfte des 16. Jahrhunderts zeigt die „Verklärung Christi“.

## Ausstattung

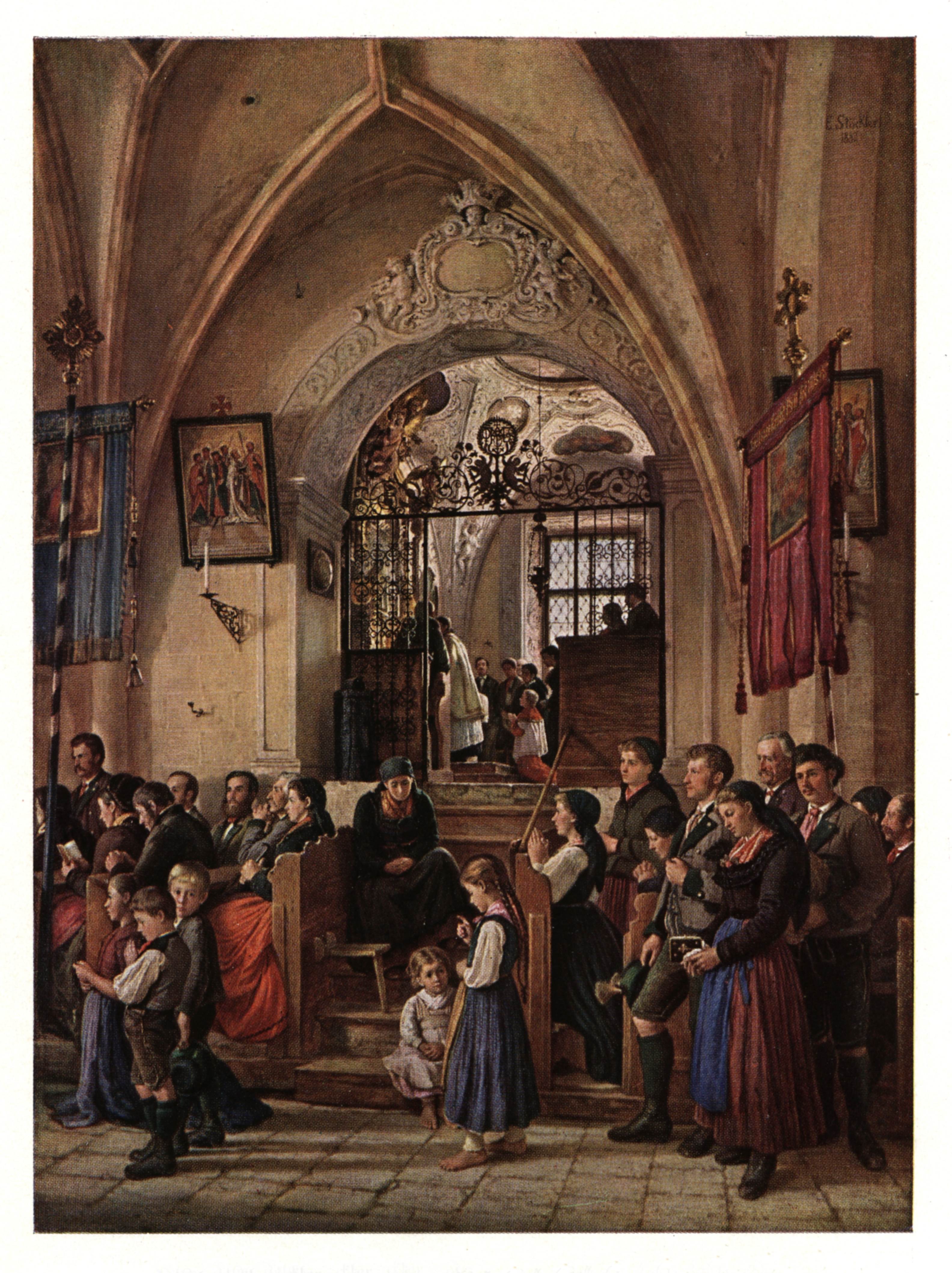
Frauenkapelle in der Kirche von Emanuel Stöckler von 1882

Im Chor steht ein Sakramentshäuschen aus rotem Adneter Marmor. Es reicht bis zum Gewölbeansatz in zehn Metern Höhe und stammt vom Ausseer Steinmetz Engelprecht. Das 1523 gebaute Sakramentshaus ist wie jenes in der Pfarrkirche Altaussee übereck gestellt. Der Sockel ist mit Salzkübeln verziert. Darüber befindet sich der Sakramentsschrein mit Maß- und Laubwerk. Eines der Ziergitter ist gotisch, das andere wurde im Zuge einer Renovierung 1821 ersetzt. Das Sakramentshäuschen hat einen dreistufigen Aufsatz. In den Statuennischen befinden sich der heilige Salvator Mundi mit Kelch, Kreuz und Lamm sowie eine heilige Maria. Diese wurden wahrscheinlich erst später hinzugefügt. Zuoberst befindet sich eine Halbfigur des Schmerzensmannes.
Der Hochaltar mit Figuren stammt aus dem zweiten Viertel des 18. Jahrhunderts. Das Altarbild zeigt den „Sturz des Saulus“. Es wurde laut einem Chronogramm 1838 restauriert. Der Tabernakel stammt von 1895/96.

Der Annaaltar (ursprünglich Leopoldialtar) wurde um 1700 von Anton von Crollolanza 1726 gestiftet. Er besteht aus zwei gedrehte Säulen, Akanthusornamente und einem Bild der heiligen Anna von 1891 von Karoline Frast-Schwach. Das ursprüngliche Gemälde, ein Ölgemälde vom Kremser Schmidt, wird heute im Pfarrhof aufbewahrt. Die Figuren stellen Karl Borromäus, den heiligen Petrus, den heiligen Josef sowie den heiligen Antonius von Padua dar. Im Aufsatz ist die „Sonntagsberger Dreifaltigkeit“ dargestellt. Der Josefsaltar stammt aus dem zweiten Viertel des 18. Jahrhunderts. Der Florianialtar ist spätbarock. Das 1801 gemalte Bild von Jakob Krall zeigt neben dem heiligen Florian eine Ansicht von Aussee (heute: Bad Aussee).

Auf dem Rokokoaltar in der Frauenkapelle steht in der Mittelnische eine bedeutende „Schönen Madonna“, ein Steinguss, vermutlich zwischen 1410 und 1420 in Salzburg entstanden.

Die klassizistische Kanzel baute Johann Fortschegger 1782. Am Korb befinden sich drei Reliefs („Christus als Sämann“, „Der reiche Fischfang“ und „Arbeiter im Weinberg des Herrn“). Eine spätgotische Kreuzgruppe, entstanden um 1500, wurde 1972 restauriert. Sie befand sich ursprünglich über dem Südportal. In der Kirche befinden sich zahlreiche barocke Bilder und Statuen, so etwa „Maria mit dem heiligen Franz Xaver“ von 1722 oder „Heiliger Dismas mit der Heiligen Familie“. Die Kreuzwegbilder entstanden 1738, die Kirchenbänke 1891 wie auch das Orgelgehäuse. Das Orgelwerk wurde 1983 von Rieger Orgelbau erneuert.
Im Turm hängt eine bedeutende Glocke mit Reliefs, in Judenburg 1445 von Hans Mitter gegossen. Sie war eine Stiftung von Kaiser Friedrich III. (HRR) Aus diesem Grund trägt sie eine von ihm gewidmete Inschrift, sein Wappen sowie seinen Wahlspruch A.E.I.O.U.

## Grabsteine

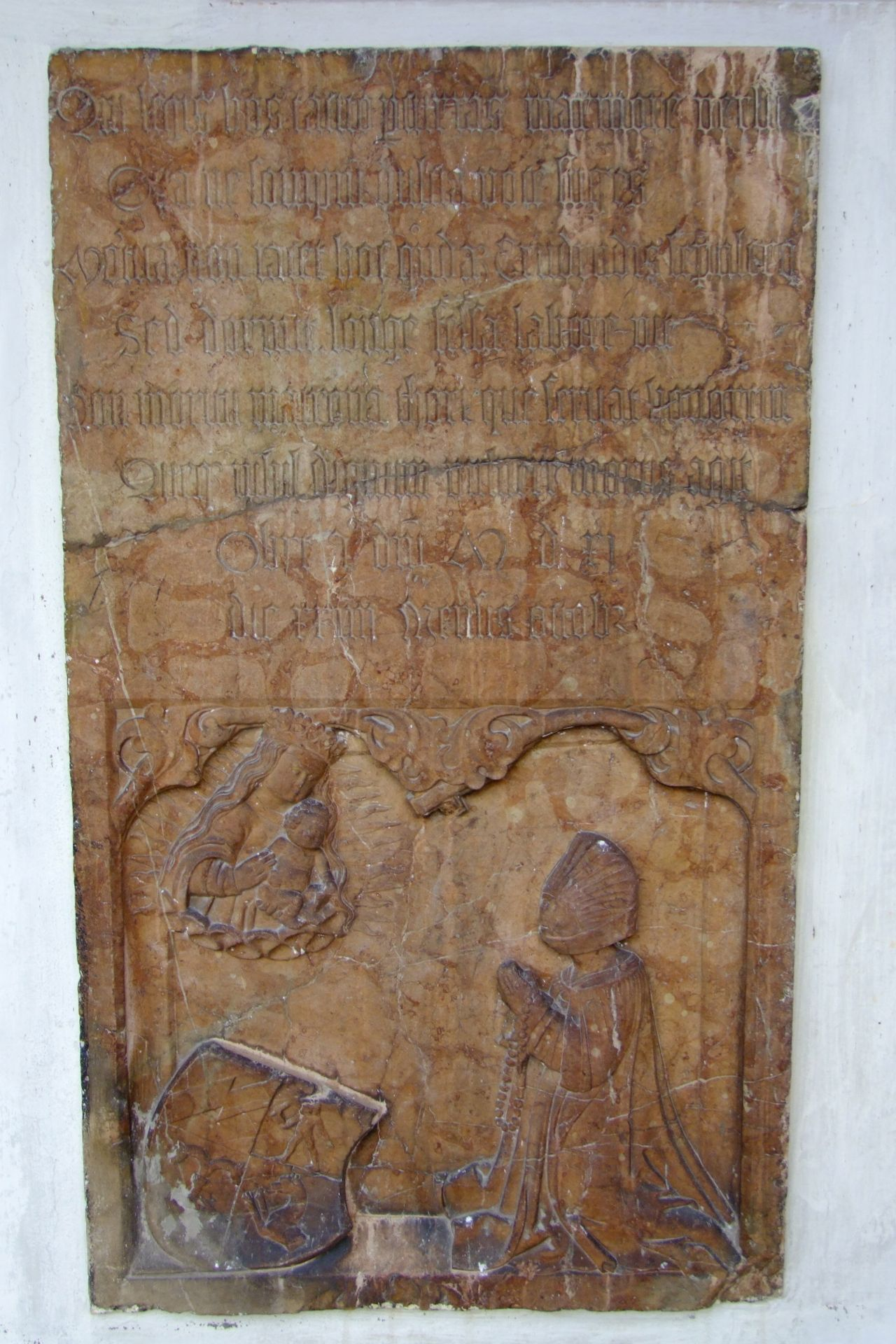
Grabstein für Ehrentrudis Waginger

Inner- und außerhalb der Kirche sind teilweise bedeutende Grabsteine erhalten, die meist aus Rotmarmor sind. Im Inneren findet man einen Wappengrabstein von Ottmar Schlecht († 1565), Rosalia Theresia Schaunperger († 1690) sowie Jakob Schaunperger († 1710). An der Außenwand sind wesentlich mehr Grabsteine erhalten, so der von Hanns Erman († 1484) mit einem Relief das Jesus Christus am Kreuz zeigt, darunter Maria, den heiligen Johannes sowie den heiligen Jakobus der Älteren. Der Wappengrabstein mit wappenhaltendem „Wildem Mann“ wurde für Anna Storch, Frau des Wiltpolt († 1505) geschaffen. Ein Gedenkstein mit Ganzfigur in Rüstung aus der Salzburger Werkstätte des Hans Valkenauer für Hans III. Herzheimer († 1532), ursprünglich als Gruftplatte gedacht, geschaffen. Eine Kniefigur vor der Muttergottes stammt ebenfalls aus der Werkstätte Valkenauers und wurde für Ehrentrudis Waginger, Frau Hans III. Herzheimers († 1511) geschaffen. Weiters gibt es einen Wappenstein für Jakob Tollinger († 1558) und seine Frau, geborene Stainach († 1548). Der Wappenstein des Hans Staindl († 1593) wurde mit einer Renaissancerahmung versehen. Das Grab von Bartholomä Neumair († 1604) besteht aus Kniefiguren des Ehepaares und des Sohnes vor dem Kreuz. Dazu kommt noch ein Architekturaufbau und Rollwerk. Ein weiterer Wappengrabstein wurde für Hans Mälz († 1662) errichtet. Die Pfarrergrabsteine wurden für Johann Megglin († 1664) und Andreas Silly († 1705). Auch die Eltern von Anna Plochl, Gattin von Erzherzog Johann Jakob († 1826) und Anna († 1821) sind hier ebgraben. Ihr neugotischer Grabstein schuf der Salzburger Steinmetzmeister Johann Doppler. An der alten Friedhofsmauer sind Wappensteine für Niklas Pogenwirt und seine Tochter Cäcilia († 1463) und Vikar Heinrich Weisinelter (Weissenfelder) († 1518). Für Christoph von Praunfalk († 1545) wurde eine Ganzfigur in Rüstung aufgestellt und für Remy van Haanen († 1894) eine Erzbüste von Viktor Tilgner.